# Federigo Giambelli
Federigo Giambelli, auch Federigo Gianibelli (* vor 1584 in Mantua; † nach 1585 vermutlich in London) war ein italienischer Kriegsbaumeister des ausgehenden 16. Jahrhunderts.
Giambelli diente als Kriegsbaumeister in Italien, später bot er König Philipp II. von Spanien seine Dienste an. Als seine beruflichen Erwartungen enttäuscht wurden, ließ er sich als Physiker und Mechaniker in Antwerpen nieder.
Als 1584 Alessandro Farnese, der spätere Herzog von Parma, mit der Belagerung von Antwerpen begann, wurde Giambellis Plan einer Verproviantierung der Stadt verworfen. Seine Versuche zur Sprengung der 1585 vom Herzog von Parma über die Schelde geschlagenen Schiffbrücke erreichten nur teilweise ihren Zweck, da nur eins der mit einer Höllenmaschine versehenen Schiffe die Brücke in der Nacht vom 4. zum 5. April erreichte und teilweise zerstörte. Der moralische Effekt jedoch war groß – bei der Explosion wurden etwa 1.000 spanische Soldaten getötet. Die von ihm wesentlich verbesserten Brander stellten eine neue Qualität dieser Waffe dar. War es bisher noch möglich diese Schiffe zu entern oder aus Nahdistanzen die Masten zu zerschießen, war dies bei seinen Schiffen nicht mehr möglich. Ständige Explosionen und weitreichender Eisenregen verhinderte jede Annäherung.
Als Antwerpen am 17. August 1585 kapitulierte, ging Giambelli nach England, wo er bis 1588 die Küste von Greenwich und einige andere Punkte befestigte. Gegen die große Armada rüstete er acht Brander aus, die in der Nacht vom 7. zum 8. August gegen die feindliche Flotte auf der Höhe von Dünkirchen losgelassen wurden. Als die Spanier sie erblickten, riefen sie verzweifelnd: Antwerpener Feuer! und flohen überstürzt. Giambellis weiteres Schicksal ist unbekannt. Er starb vermutlich in London, nach anderen Quellen beim Kampf in Antwerpen.